# Svätá Mária
Svätá Mária (in ungherese Bodrogszentmária) è un comune della Slovacchia facente parte del distretto di Trebišov, nella regione di Košice.